# Agglopole Provence
Cet article concerne l'ancienne communauté d'agglomération. Pour le territoire de la métropole d'Aix-Marseille-Provence, voir Salon-Étang de Berre-Durance.
Agglopole Provence est une ancienne communauté d'agglomération des Bouches-du-Rhône. 
Le 1er janvier 2016, elle a fusionné avec cinq autres intercommunalités pour former la métropole d'Aix-Marseille-Provence. Les 17 communes de l'ancienne communauté d'agglomération forment aujourd'hui le territoire de Salon-Étang de Berre-Durance au sein de la métropole (souvent identifié comme CT3 dans les documents officiels de la métropole).

## Composition
Elle était composée de 17 communes :

| Nom                       | Code Insee | Gentilé           | Superficie (km2) | Population (dernière pop. légale) | Densité (hab./km2) |
| ------------------------- | ---------- | ----------------- | ---------------- | --------------------------------- | ------------------ |
| Salon-de-Provence (siège) | 13103      | Salonnais         | 70,3             | 44 553 (2022)                     | 634                |
| Alleins                   | 13003      | Alleinois         | 16,78            | 2 833 (2022)                      | 169                |
| Aurons                    | 13008      | Auronais          | 12,82            | 559 (2022)                        | 44                 |
| La Barben                 | 13009      | Barbenais         | 22,85            | 852 (2022)                        | 37                 |
| Berre-l'Étang             | 13014      | Berratins         | 43,64            | 13 941 (2022)                     | 319                |
| Charleval                 | 13024      | Charlevalois      | 14,41            | 2 634 (2022)                      | 183                |
| Eyguières                 | 13035      | Eyguiérens        | 68,75            | 6 915 (2022)                      | 101                |
| La Fare-les-Oliviers      | 13037      | Farens            | 13,98            | 8 953 (2022)                      | 640                |
| Lamanon                   | 13049      | Lamanonais        | 19,19            | 2 069 (2022)                      | 108                |
| Lançon-Provence           | 13051      | Lançonnais        | 68,92            | 9 627 (2022)                      | 140                |
| Mallemort                 | 13053      | Mallemortais      | 28,16            | 6 190 (2022)                      | 220                |
| Pélissanne                | 13069      | Pélissannais      | 19,11            | 10 799 (2022)                     | 565                |
| Rognac                    | 13081      | Rognacais         | 17,46            | 12 335 (2022)                     | 706                |
| Saint-Chamas              | 13092      | Saint-Chamasséens | 26,71            | 8 669 (2022)                      | 325                |
| Sénas                     | 13105      | Sénassais         | 30,61            | 6 829 (2022)                      | 223                |
| Velaux                    | 13112      | Velauxiens        | 25,23            | 8 827 (2022)                      | 350                |
| Vernègues                 | 13115      | Verneguais        | 15,89            | 2 158 (2022)                      | 136                |

Cette communauté regroupait 138 683 habitants sur un territoire de 514 km2. Son siège se trouve dans la ville de Salon-de-Provence, qui en est également le centre principal.

## Organisation
La communauté était composée d’un conseil communautaire de 77 conseillers représentant les différentes communes ainsi que d’un bureau communautaire composé d’un président et de 22 vice-présidents (élus par le conseil) représentant l’organe exécutif de la communauté.
De plus, quatre commissions (également élues par le conseil) étaient chargées de :
- gérer les appels d’offres ;
- déléguer le service public ;
- gérer les finances et le budget de la communauté ;
- évaluer les transferts de charge.

## Économie et démographie
L'Agglopole Provence compte 133 000 habitants et environ 7000 entreprises.
Répartition des activités:
- commerce 21 %
- immobilier 12 %
- agriculture 12 %
- santé et action sociale 12 %
- services collectifs 11 %
- construction 10 %
- industrie 7 %
- hôtels et restaurants 5 %
- transports et communication 3 %
- éducation 3 %
- activités financières 2 %
- administration 1 %

## Historique
L'Agglopole Provence est fondée le 1er janvier 2002. Toutes les communes, à l’exception de Sénas, étaient déjà membres d'autres structures intercommunales : le district du pays salonais, la communauté de communes Collines-Durance et le district du Multipôle de l'Étang de Berre. 
Le 1er janvier 2016, l'Agglopole Provence disparait au sein de la métropole d'Aix-Marseille-Provence.